# Gaegogi

Le gaegogi (coréen : 개고기 ; littéralement : « viande de chien ») est une fondue à la viande de chien, plat national coréen (du Sud et du Nord),.